# 자프나 왕국
자프나 왕국(타밀어: யாழ்ப்பாண அரசு, 싱할라어: යාපනය රාජධානිය; 서기 1215년–1619년)은 아리야차크라바르티 왕국으로도 알려져 있으며, 오늘날 스리랑카 북부에 존재했던 역사적인 왕국이다. 이 왕국은 자프나 시 근처의 자프나반도에 세워졌으며, 전통적으로 인도 칼링가 출신의 칼링가 마가의 침공 이후 건국된 것으로 여겨진다. 섬의 북부, 북동부 및 서부에서 강력한 세력으로 확립된 이 왕국은 결국 1258년에 현대 남인도의 판디아 제국의 조공 봉신이 되었다가, 1323년에 델리 술탄국의 군 사령관인 말리크 카푸르에 의해 마두라이의 마지막 판디아 통치자가 패배하고 추방되면서 독립을 획득했다. 14세기 초에서 중반의 짧은 기간 동안 이 왕국은 스리랑카 섬에서 모든 지역 왕국들이 복종하는 우세한 세력이었다. 그러나 1450년경 파라크라마바후 6세의 명령을 받은 사푸말 왕자가 침공하면서 경쟁자인 코테 왕국에 의해 제압되었다.
이 왕국은 1467년 카나카수리야 신카이아리얀과 그의 두 아들이 마두라이에서 용병들과 함께 돌아와 코테의 지배로부터 자프나 왕국을 탈환한 후 코테 왕국으로부터 독립을 되찾았다. 이후 통치자들은 진주, 코끼리 수출 및 토지 수입으로 수익을 극대화하여 경제적 잠재력을 통합하는 데 주력했다. 이 왕국은 그 시기 스리랑카 섬의 다른 대부분의 지역 왕국들보다 덜 봉건적이었다. 이 시기에는 중요한 현지 타밀어 문학 작품이 생산되었고 힌두 사원이 건설되었으며, 언어 발전을 위한 아카데미도 포함되었다. 현재 형태로 14세기 또는 15세기로 거슬러 올라가는 싱할라어 남포타(Nampota)는 현대 트링코말리구의 일부를 포함한 자프나 왕국 전체가 데말라-파타나마(타밀 도시)라는 이름으로 타밀 지역으로 인정되었음을 시사한다. 이 작품에는 현재 자프나구, 물라이티부구, 트링코말리구에 위치한 여러 마을이 데말라-파타나마의 장소로 언급되어 있다.
1505년 포르투갈인이 스리랑카 섬에 도착하고, 모든 내륙 싱할라 왕국들을 남인도와 연결하는 포크 해협에 위치한 전략적 위치 때문에 정치적 문제가 발생했다. 많은 왕들이 포르투갈과 대립하다가 결국 평화를 맺었다. 1617년, 왕위를 찬탈한 찬킬리 2세는 포르투갈과 대결했지만 패배하여 1619년에 왕국의 독립적인 존재는 막을 내렸다. 미가풀레 아라치와 같은 반란군이 탄자부르 나야크 왕국의 도움을 받아 왕국을 되찾으려 했지만 결국 패배했다. 현대 자프나 시의 교외 지역인 날루르가 왕국의 수도였다.

## 역사

### 건국
자프나 왕국의 기원은 모호하며 역사가들 사이에서 여전히 논쟁의 대상이다. K. M. 드 실바, S. 파트마나탄, 카르티게수 인드라팔라와 같은 주류 역사가들 사이에서 널리 받아들여지는 견해는 자프나의 아리야차크라바르티 왕조가 1215년에 현대 인도 칼링가 출신이라고 주장하는 이전에 알려지지 않은 수장 마가의 침공으로 시작되었다는 것이다. 그는 당시 폴론나루와 왕국을 통치하고 있던 판디아 왕조 출신의 외국인 통치자 파라크라마 판디안 2세를 칼링가, 현대 케랄라주 및 다밀라(타밀나두) 지역의 군인과 용병의 도움을 받아 폐위시켰다.

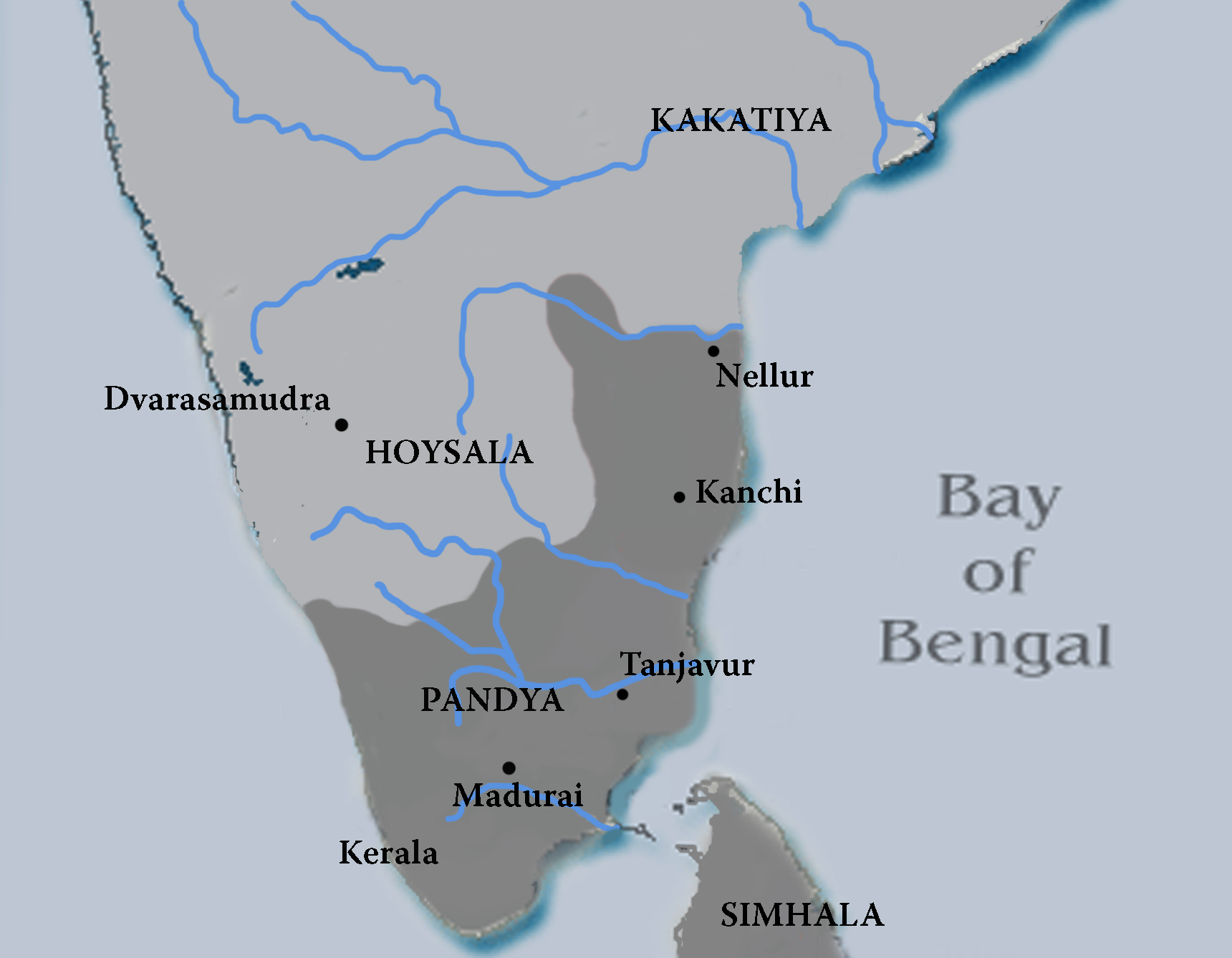
1250년경 판디아 조공령으로, 궁극적으로 스리랑카의 자프나 왕국이 된 지역을 포함한다.

라자라타를 정복한 후, 그는 수도를 바니 숲으로 더욱 안전하게 보호되는 자프나 반도로 옮기고 현대 타밀나두주의 탄자부르의 촐라 제국의 조공국으로 통치했다. 이 시기(1247년), 현대 태국의 탐브라링가 출신의 말레이족 수장 찬드라바누가 정치적으로 분열된 섬을 침공했다. 담바데니야의 파라카라마바후 2세 (1236년–1270년)는 공격을 격퇴할 수 있었지만, 찬드라바누는 북쪽으로 이동하여 1255년경 마가로부터 왕좌를 확보했다. 사다야바르만 순다라 판디안 1세는 13세기에 스리랑카를 침공하여 스리랑카 북부의 자프나 왕국 찬탈자 찬드라바누를 물리쳤다. 사다야바르만 순다라 판디안 1세는 찬드라바누에게 판디아 통치에 복종하고 판디아 왕조에 조공을 바치도록 강요했다. 그러나 나중에 찬드라바누가 충분히 강력해지자 그는 다시 싱할라 왕국을 침공했지만 사다야바르만 순다라 판디안 1세의 형제인 비라 판디안 1세에 의해 패배하고 찬드라바누는 목숨을 잃었다. 스리랑카는 아리야 차크라바르티의 지도 아래 판디아 왕조에 의해 3차 침공을 받았고, 그는 자프나 왕국을 세웠다.

### 아리야차크라바르티 왕조
찬드라바누가 남부로 2차 침공을 시작했을 때, 판디아인들은 싱할라 왕을 지원하기 위해 나섰고 1262년에 찬드라바누를 죽이고 침공을 책임지는 장관인 아리야차크라바르티를 왕으로 세웠다. 이슬람 침공으로 판디아 제국이 약해지자, 역대 아리야차크라바르티 통치자들은 자프나 왕국을 독립시키고 스리랑카에서 영향력 있는 지역 강국으로 만들었다. 자프나 왕국의 모든 후대 왕들은 스와미 그나나프라카사르와 무달리아르 라사나야감이 칼링가 마가와 동일시하는 쿨링가이 차크라바르티에게서 혈통을 주장하면서 판디아 조상의 가문을 유지했다.
정치적으로 이 왕조는 13세기와 14세기에 확장하는 세력이었으며, 모든 지역 왕국들이 조공을 바쳤다. 그러나 남인도의 비자야나가라에서 통치하던 비자야나가라 제국과 스리랑카 남부에서 재기하던 코테 왕국과 동시에 대결해야 했다. 이로 인해 왕국은 비자야나가라 제국의 봉신이 되었고, 1450년부터 1467년까지 코테 왕국 아래에서 잠시 독립을 잃기도 했다. 카나카수리야 신카이아리얀과 그의 두 아들이 마두라이에서 용병들과 함께 돌아와 코테의 지배로부터 자프나 왕국을 탈환하면서 왕국이 재건되었다. 이 왕국은 남인도의 탄자부르 나야카르 왕국뿐만 아니라 캔디 왕국과 코테 왕국의 일부와도 매우 긴밀한 상업적, 정치적 관계를 유지했다. 이 시기에는 힌두 사원이 건설되고 타밀어와 산스크리트어 문학이 번성했다.

### 코테의 정복과 재건
코테의 자프나 왕국 정복은 파라크라마바후 6세의 양아들인 사푸말 왕자가 이끌었다. 이 전투는 여러 단계로 진행되었다. 먼저, 바니 지역의 자프나 왕국 조공국, 즉 바니야르 족장들이 무력화되었다. 이어서 두 번의 연속적인 정복 전쟁이 일어났다. 첫 번째 정복 전쟁에서는 왕국을 점령하는 데 실패했다. 결국 성공한 것은 1450년으로 거슬러 올라가는 두 번째 정복이었다. 발렌틴에 따르면, 이 정복 전쟁과 관련하여 현대 남인도의 아드리암페트에 대한 원정이 있었는데, 이는 계피를 실은 스리랑카 선박의 압류로 인해 발생했다. 싱가이, 아누라이 등지에서 왕들의 등을 보았다고 언급된 틴네벨리의 아리케사리 파라크라마 판디아의 텐카시 비문은 이러한 전쟁을 언급할 수 있으며, 1449년–50년에서 1453년–54년 사이에 기록되었다. 아리야차크라바르티 왕인 카나카수리야 신카이아리얀은 가족과 함께 남인도로 도피했다. 그 후 카나카수리야 신카이아리얀과 그의 두 아들은 마두라이에서 용병들과 함께 돌아와 코테의 종주권으로부터 자프나 왕국을 되찾았다.

### 쇠퇴 및 해체
포르투갈 상인들은 1505년에 스리랑카에 도착했으며, 그들의 초기 공격은 코테 왕국이 누리던 수익성 있는 향신료 무역 독점권이 포르투갈에도 관심이 있었기 때문에 남서부 해안의 코테 왕국에 집중되었다. 자프나 왕국은 여러 가지 이유로 콜롬보의 포르투갈 관리들의 주목을 받았다. 여기에는 로마 가톨릭 선교 활동에 대한 간섭, (이는 포르투갈 이익을 후원하는 것으로 간주되었다) 그리고 시타와카의 족장들과 같은 코테 왕국의 반포르투갈 세력에 대한 지원이 포함되었다. 자프나 왕국은 또한 해항에 접근할 수 없는 중부 고지대에 위치한 캔디 왕국의 물류 기지 역할을 했으며, 남인도에서 도착하는 군사 지원의 입항지 역할을 했다. 또한 전략적 위치 때문에 자프나 왕국이 네덜란드 상륙의 교두보가 될 수도 있다는 우려가 있었다. 포르투갈과의 접촉을 거부하고 만나르 섬에서 600-700명의 파라바 가톨릭 신자들을 학살하기도 한 왕은 찬킬리 1세였다. 이 가톨릭 신자들은 자프나 왕들이 독점하던 수익성 있는 진주 어업을 장악하기 위해 인도에서 만나르로 왔다.

#### 클라이언트국가

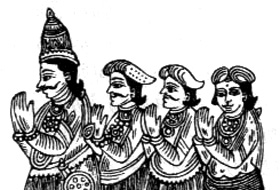
왕족. 오른쪽 첫 번째는 찬킬리 1세

부왕 돈 콘스탄티누 드 브라간사가 이끈 1차 원정은 1560년 왕국을 정복하는 데 실패했지만 만나르 섬을 빼앗았다. 상황은 불분명하지만, 1582년에는 자프나 왕이 코끼리 10마리 또는 그에 상응하는 현금을 조공으로 바치고 있었다. 1591년, 앙드레 푸르타두 드 멘돈사가 이끈 2차 원정 중, 푸비라사 판다람 왕이 살해되고 그의 아들 에티리만나 신캄이 왕위에 올랐다. 이 협정은 가톨릭 선교사들에게 자유를 주었고, 코끼리 수출을 포르투갈에게 독점하게 했다. 그러나 현직 왕은 이에 저항했다. 그는 1593년부터 1635년까지 비말라다르마수리야 1세와 세나라트 왕 아래의 캔디 왕국을 도왔고, 포르투갈에 저항하기 위해 남인도의 도움을 얻고자 했다. 그러나 그는 포르투갈을 지나치게 자극하지 않으면서 왕국의 자율성을 유지했다.

#### 찬탈자 찬킬리 2세
1617년 에티리마나 신캄의 죽음과 함께, 그의 3세 아들이 왕으로 선포되었고, 죽은 왕의 형제 아라사케사리가 섭정이 되었다. 찬탈자이자 죽은 왕의 조카인 찬킬리 2세는 아라사케사리와 강력한 추장 페리야 필라이 아라치를 포함한 모든 왕족을 죽였다. 그의 잔인한 행동은 그를 인기 없게 만들었고, 명목상의 기독교인 무달리야르 돈 페드로와 돈 루이스(페리야 필라이 아라치의 아들인 미가풀레 아라치로도 알려짐)의 반란으로 이어져 1618년 8월-9월 찬킬리가 카이츠에 숨게 만들었다. 자신의 왕권에 대한 포르투갈의 승인을 확보하지 못하고 반란을 진압하지 못하자, 찬킬리 2세는 탄자부르 나야크 왕국에 군사 지원을 요청했고, 그들은 군사령관 바루나쿨라탄 휘하에 5000명의 병력을 보냈다.
찬킬리 2세는 캔디 통치자들의 지원을 받았다. 자프나 왕국이 멸망한 후, 자프나의 두 익명 공주들은 세나라트의 의붓아들인 쿠마라신가와 비자야팔라에게 시집갔다. 찬킬리 2세는 예상대로 탄자부르 나야크 왕국의 군사 지원을 받았다. 그의 입장에서는 탄자부르의 라구나타 나야크가 그의 후원자, 라메스와람의 왕자를 위해 자프나 왕국을 회복하려 시도했다. 그러나 포르투갈로부터 자프나 왕국을 되찾으려는 모든 시도는 실패로 돌아갔다.
1619년 6월까지 두 번의 포르투갈 원정이 있었다. 한 번은 카라이야르에 의해 격퇴된 해상 원정이었고, 다른 한 번은 필리피 드 올리베이라와 그의 5,000명 육군에 의한 원정으로 찬킬리 2세에게 패배를 안겨주었다. 찬킬리는 생존한 왕족 구성원들과 함께 붙잡혀 고아주로 끌려가 교수형에 처해졌다. 남은 포로들은 성직자가 되거나 수녀가 되도록 권유받았고, 대부분이 응하면서 자프나 왕좌에 대한 추가적인 요구자들이 발생하지 않았다. 1620년 미가풀레 아라치는 탄자부르 병사들과 함께 포르투갈에 반란을 일으켰으나 패배했다. 두 번째 반란은 라구나타 나야크의 지원을 받은 바루나쿨라탄이라는 추장이 이끌었다.

## 행정

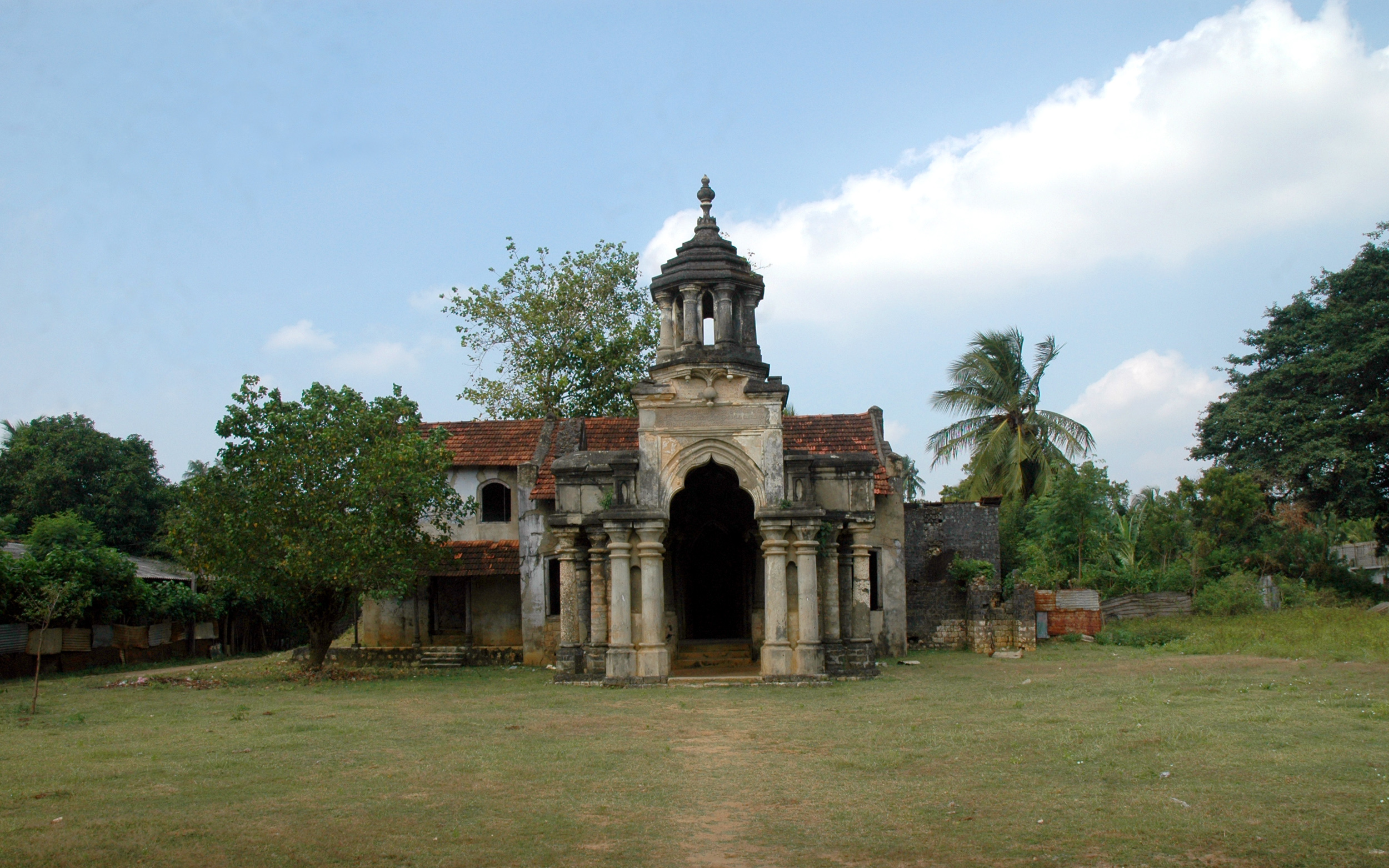
만트리 마나이 – 포르투갈과 네덜란드 식민지 시대에 재사용된 장관 거주지의 잔존 유적

유명한 모로코 역사가 이븐 바투타에 따르면, 1344년까지 왕국은 두 개의 수도를 가지고 있었다. 하나는 북부의 날루르에, 다른 하나는 진주 채취 시즌 동안 서부의 푸탈람에 있었다. 왕국 자체, 즉 자프나 반도는 재산 또는 더 큰 영토 단위를 의미하는 파루와 가장 작은 단위인 우르 또는 마을로 나뉘었고, 이는 계층적 및 지역적 기반으로 관리되었다. 최고 권력은 세습되는 왕에게 있었으며, 그는 일반적으로 장남이 계승했다. 다음 계층에는 지방 행정관인 아디카리스가 있었다. 그 다음은 판사이자 관습법 해석가로 활동한 무달리야르가 있었다. 이들의 의무는 지방에서 일어나는 모든 일을 수집하여 상급 기관에 보고하는 것이었다. 이 칭호는 해군을 지휘하는 카라이야르 장군들과 벨랄라르 족장들에게 부여되었다. 다음으로는 칸카니스 또는 감독관으로 불리는 수입 관리자들과 카나캅필라이스 또는 회계사들이 있었다. 이들은 판다라필라이라고도 불렸다. 그들은 기록을 유지하고 회계를 관리해야 했다. 메시지나 선언을 전달하는 임무를 맡은 왕실 헤럴드는 파라이야르 공동체 출신이었다.
마니암은 파루의 우두머리였다. 그는 무달리야르의 보좌를 받았고, 무달리야르는 다시 우다이야르의 보좌를 받았다. 우다이야르는 마을이나 여러 마을에 대한 권한을 가진 사람이었다. 그들은 법과 질서의 수호자였으며, 자신들의 통제 하에 있는 지역의 토지를 측량하고 세금을 징수하는 데 도움을 주었다. 마을 이장은 탈라이야리, 파탄카디 또는 아다판나르라고 불렸으며, 세금 징수에 협조하고 자신의 영토 단위의 질서 유지에 책임이 있었다. 아다판나르는 항구의 우두머리였다. 파탄카디와 아다판나르는 해양 카라이야르와 파라바르 공동체 출신이었다. 또한 각 카스트에는 카스트 의무와 책임을 감독하는 우두머리가 있었다.
봉건 영주들과의 관계
바니마이는 현재 북중부 및 동부 주에 있는 자프나 반도 남부 지역으로, 인구가 희박하게 거주했다. 이곳은 스스로를 바니야르라고 칭하는 소규모 추장들이 통치했다. 자프나 반도 바로 남쪽과 동부 트링코말리 지역의 바니마이들은 일반적으로 세금 대신 자프나 왕국에 연간 조공을 바쳤다. 조공은 현금, 곡물, 벌꿀, 코끼리, 그리고 상아로 이루어졌다. 연간 조공 제도는 자프나와의 거리가 멀기 때문에 강제되었다. 14세기 초반과 중반에는 섬 서부, 남부, 중부의 싱할라 왕국들도 조공국이 되었는데, 이는 왕국 자체가 1450년경 파라크라마바후 6세의 군대에 의해 약 17년간 점령될 때까지였다. 17세기 초반에는 이 왕국이 남인도에 마달라코타라는 월경지를 관리하기도 했다.

## 경제

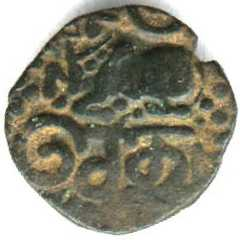
세투 전설이 타밀어로 쓰여진 세투 주화의 뒷면

왕국의 경제는 15세기까지 거의 전적으로 생계농업에 기반을 두었다. 그러나 15세기 이후에는 인도양으로 확장되면서 경제가 다각화되고 상업화되었다.
이븐 바투타는 1344년 방문 당시 자프나 왕국이 광범위한 해외 교류를 가진 주요 무역 왕국이었으며, 왕국이 "바다에 상당한 병력"을 가지고 있어 강력한 해군을 보유하고 있음을 증명했다고 기록했다. 그는 말라바르 해안에서 자프나 왕국 소유의 다양한 크기의 선박 백 척을 목격했다. 왕국의 무역은 해상 남인도를 지향했으며, 이로 인해 상업적 상호 의존성이 발전했다. 대규모 연안 어업 및 보트 인구와 해상 상업 기회의 증가로 인해 왕국의 비농업 전통이 강해졌다. 주로 남인도 상인 집단과 기타 그룹으로 구성된 영향력 있는 상업 집단이 왕궁, 항구 및 시장 중심지에 거주했다. 장인 정착지도 설립되었고 숙련된 장인 집단(목수, 석공, 방직공, 염색공, 금은 세공인)이 도시 중심지에 거주했다. 그리하여 농업 해양 활동, 상업 및 수공예 생산의 다원적인 사회경제적 전통이 잘 확립되었다.
자프나 왕국은 코테나 캔디와 같은 스리랑카의 다른 왕국들보다 봉건화가 덜 진행되었다. 그 경제는 토지나 생산물 거래보다는 현금 거래에 더 많이 기반을 두었다. 자프나 방어군은 봉건적인 징집병이 아니었으며, 왕의 군인들은 현금으로 급여를 받았다. 무달리야르와 같은 왕의 관리들도 현금으로 급여를 받았고, 수많은 힌두 사원들은 남부의 불교 시설처럼 광범위한 재산을 소유하지 않았던 것으로 보인다. 사원과 관리들은 왕과 예배자들의 유지비에 의존했다. 따라서 왕실 및 군 관리들은 급여를 받는 계층이었고, 이 세 기관은 왕국 수입의 60% 이상과 정부 지출의 85%를 소비했다. 왕국 수입의 대부분은 현금으로 들어왔으며, 바니 봉건 영주로부터의 코끼리만 예외였다. 1620년 포르투갈에 의해 정복될 당시, 자프나 반도로 축소된 왕국의 수입은 11,700 파르다오였으며, 이 중 97%가 토지 또는 토지 관련 출처에서 나왔다. 하나는 토지 임대료였고 다른 하나는 아르레타네라고 불리는 벼세였다.
토지 관련 세금 외에도, 다른 세금들도 있었다. 예를 들어, 플랜틴, 코코야자, 빈랑 야자 등이 재배되고 우물물로 관개되는 경작지에서 걷는 정원세, 팔미라 야자, 님나무, 일루파이와 같은 나무에 대한 나무세, 그리고 개인세에 해당하는 인두세가 있었다. 각 카스트나 길드의 구성원에게서 전문직세가 걷혔고, 옷에 대한 인지세(옷은 사적으로 판매할 수 없었으며 공식 스탬프가 있어야 했다), 타라쿠 또는 식료품에 대한 부과금, 그리고 항구 및 세관세로 구성된 상업세도 있었다. 보트 서비스로 반도와 본토의 푸나카리를 연결하는 콜룸부투라이는 주요 항구 중 하나였으며, 파칠라이팔라이의 모래 통로에는 세관 검문소가 있었다. 남부 싱할라 왕국과 바니 지역의 코끼리들은 외국 구매자들에게 팔기 위해 자프나로 가져와졌다. 그들은 현재 카이츠라고 불리는 우루카투라이 만에서 해외로 운송되었는데, 이는 포르투갈어 Caes dos elephantess(코끼리 만)의 축약형이다. 아마도 자프나의 특징적인 세금 중 하나는 사망자 화장에 대한 면허세였다.
현물 지불이 모두 현금으로 전환된 것은 아니며, 쌀, 바나나, 우유, 마른 생선, 사냥 고기 및 응유와 같은 공물은 계속 유지되었다. 일부 주민들은 또한 울리암이라고 불리는 무급 개인 봉사를 제공해야 했다.
왕들은 또한 유통을 위해 여러 종류의 주화를 발행했다. 1284년부터 1410년까지 발행된 세투 황소 주화로 분류되는 여러 종류의 주화들이 스리랑카 북부에서 대량으로 발견된다. 이 주화의 앞면에는 램프에 둘러싸인 인간 형상이 있고, 뒷면에는 난디 (황소) 상징, 타밀어로 세투(Setu)라는 글자, 그리고 그 위에 초승달이 있다.

## 문화

### 종교
스리랑카에서 시바파(힌두교의 한 교파)는 인도 정착민의 초기부터 지속적인 역사를 가지고 있다. 힌두교 예배는 불교 종교 관습의 일부로도 널리 받아들여졌다. 9세기와 10세기경 스리랑카의 촐라 시대에 힌두교는 섬 왕국에서 공식 종교로 지위를 얻었다. 촐라의 통치에 뒤이어 등장한 칼링가 마가는 당시 토착 문학에서 힌두교 부흥 운동가로 기억된다.
국교로서 힌두교는 자프나 왕국 시대에 확립된 모든 특권을 누렸다. 아리야차크라바르티 왕조는 인도 힌두교의 잘 알려진 순례지인 라메스와람 사원에 대한 조상들의 후원 때문에 힌두교에 대한 후원자로서의 의무를 매우 의식했다. 언급된 바와 같이, 왕들이 취한 칭호 중 하나는 라메스와람의 또 다른 이름인 세투의 보호자를 의미하는 세투카발란이었다. 세투는 그들의 동전뿐만 아니라 비문에도 왕조의 상징으로 사용되었다.

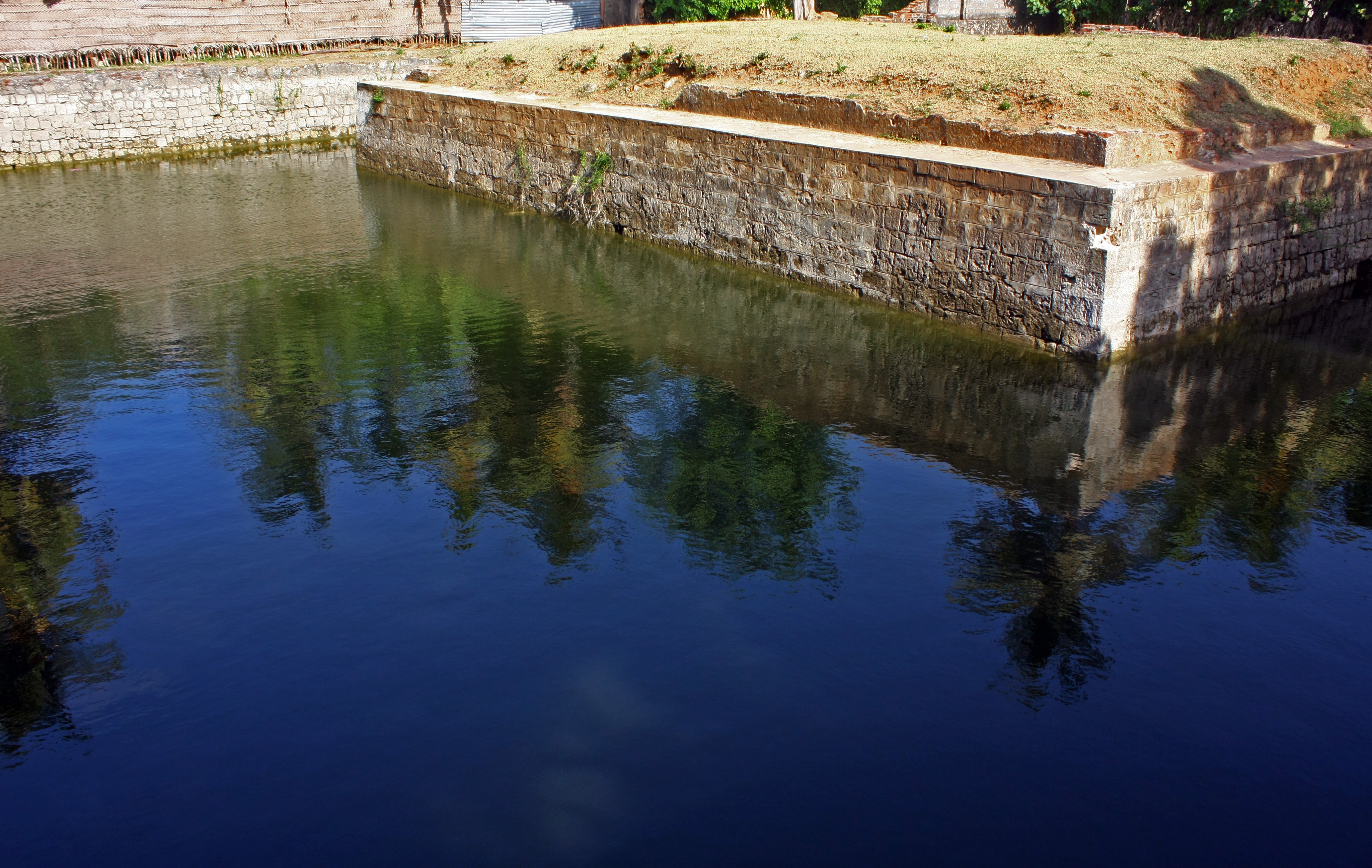
야무나강의 물로 채워진 야문 에리.

코테 왕국을 대신하여 자프나 왕국을 통치했던 사푸말 쿠마라야 (타밀어로 쳄파하 페루말이라고도 함)는 날루르 칸다스와미 사원을 짓거나 개조한 공로를 인정받고 있다. 신가이 파라라사세가람은 사타나타르 사원, 바이쿤타 필라이야르 사원, 베에라칼리암만 사원을 지은 공로를 인정받고 있다. 그는 야문네리라고 불리는 연못을 만들고 북인도의 야무나강에서 물을 채웠는데, 이 강물은 힌두교도들에게 신성시된다. 그는 코네스와람 사원의 빈번한 방문객이었으며, 그의 아들이자 후계자인 찬킬리 1세도 마찬가지였다. 제야비라 신카이아리얀 왕은 사원의 전통적인 역사를 시로 된 연대기인 '닥시나 카일라사 푸라남'으로 편찬했는데, 이는 오늘날 코네스와람 사원의 스탈라 푸라남으로 알려져 있다. 주요 사원은 일반적으로 왕들이 유지했으며, 왕실 재정에서 사원에서 일하는 사람들에게 급여가 지급되었다. 이는 인도와 스리랑카의 나머지 지역과는 달리 종교 시설이 넓은 토지와 관련 수입을 가진 자율적인 개체였던 것과 다르다.
대부분은 시바를 주요 신으로 받아들였고, 시바의 보편적 상징인 링감은 그에게 헌정된 성소에 봉헌되었다. 무루간, 필라이야르, 칼리와 같은 다른 힌두 신들도 숭배되었다. 마을 단위에서는 마을 신들이 인기가 있었고, 남부 싱할라인들 사이에서도 널리 숭배되던 칸나키 숭배도 있었다. 남아시아의 다른 지역과 마찬가지로 주술과 악령에 대한 믿음이 존재했다.
왕국 내에는 많은 힌두 사원이 있었다. 트링코말리의 코네스와람 사원, 만나르의 케티스와람 사원, 키리말라이의 나굴레스와람 사원 등 역사적으로 중요한 사원들이 있었으며, 지역 전역에 수백 개의 다른 사원들이 흩어져 있었다. 의식과 축제는 현대 남인도와 유사했지만, 강조하는 부분에서 약간의 차이가 있었다. 타밀어 헌정 문학의 시바 성인들은 예배에 사용되었다. 4월 중순의 힌두 설날은 더욱 성대하게 기념되었고, 나바라트리, 디왈리, 시바라트리, 타이퐁갈과 같은 축제와 결혼, 사망, 성인식 등이 일상생활의 일부였다.
서기 1550년경 찬킬리 1세가 자프나의 불교도들(모두 싱할라인이었다)을 추방하고 그들의 많은 예배 장소를 파괴할 때까지, 불교는 자프나 왕국에서 그 영토에 남아 있던 싱할라인들 사이에서 성행했다. 남포타에 언급된 자프나 왕국의 중요한 불교 예배 장소로는 나가-디바이나(나가디파, 현대 나이나티부), 텔리폴라, 말라가마, 미누방고무-비하라야, 그리고 카두루고다(현대 칸타로다이)가 있는데, 이 중 현재까지 남아있는 불교 사원은 나가디파뿐이다.

### 사회

#### 카스트
자프나 왕국 사람들의 사회 조직은 카스트 제도와 모계제 쿠디(씨족) 시스템에 기반을 두었는데, 이는 남인도의 카스트 구조와 유사하다. 아리야차크라바르티 왕과 그 직계 가족은 브라마-크샤트리야 지위를 주장했는데, 이는 브라만으로서 무술 생활을 택한 것을 의미한다. 마다팔리는 궁정 궁내관이자 요리사였고, 아캄파다야르(Akampadayar)'는 궁정 하인이었으며, 파라이야르는 왕실 헤럴드였고, 시비야르는 왕실 가마꾼이었다. 육군과 해군 장군은 카라이야르 카스트 출신이었으며, 이들은 진주 무역을 통제했고 그들의 수장은 무달리야르, 파단카티, 아다판나르로 알려졌다. 무쿠바르와 티밀라르도 진주 어업에 종사했다. 농업 사회의 우다이야르 또는 촌장 및 지주들은 주로 벨랄라르 카스트 출신이었다. 서비스 제공 공동체는 쿠디마칼로 알려졌으며, 암바타르, 반나르, 카다이야르, 팔라르, 날라바르, 파라이야르, 코비야르, 브라만과 같은 다양한 그룹으로 구성되었다. 쿠디마칼은 사원, 장례식, 결혼식에서 의례적으로 중요했다. 체티족은 상인과 힌두 사원 소유주로 잘 알려져 있었으며, 팔라르족과 날라바르족 카스트는 토지를 경작하는 농업 노동자들로 구성되었다. 직조공은 파라이야르와 셍군타르였으며, 이들은 섬유 무역을 중요하게 여겼다. 장인들, 일명 캄말라르는 콜라르, 타타르, 타차르, 칼타차르, 칸나르로 구성되었다.

#### 외국 용병 및 상인

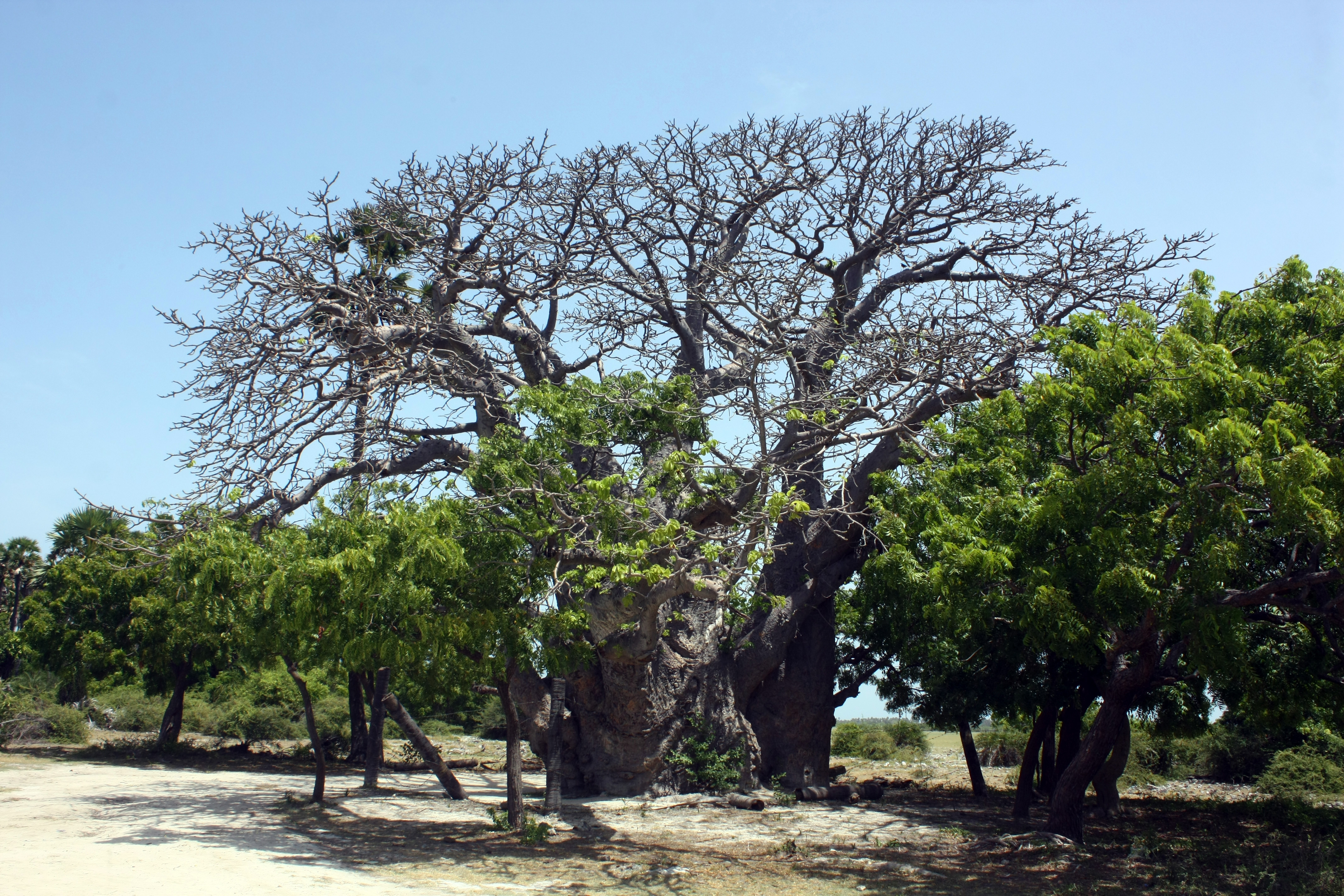
바오밥나무, 동아프리카 원산이며 7세기에 아라비아 선원들에 의해 네둔티부에 도입됨

인도 출신의 다양한 민족 및 카스트 배경의 용병들, 예를 들어 현지에서는 바두가라고 불리는 텔루구인들과 케랄라 지역의 말라얄리족도 왕의 병사로 고용되었다. 마필라족과 무어족의 무슬림 상인들과 해적들, 그리고 싱할라인들도 왕국에 있었다. 왕국은 또한 실패한 정치적 쿠데타 후 피난처를 찾는 남부의 반군들에게도 피난처 역할을 했다. 자프나 왕국의 가장 초기의 역사학 문학인 14세기-15세기로 거슬러 올라가는 '바이야파달'의 77절에는 파파라바르(베르베르족 특히 아프리카인 일반), 쿠칠리야르(구자라트족), 초아나르(아랍인) 공동체가 나열되어 있으며, 이들은 무슬림 신앙의 기병대로 여겨지는 파'루'빌리 카스트 범주에 속한다고 기록되어 있다. 파'루'빌리 또는 파'리'빌리 카스트는 자프나에만 특이하다. 1790년 자프나에서 시행된 네덜란드 인구 조사에는 파'리'빌리 카스트에 속하는 성인 남성 196명이 납세자로 기록되어 있다. 이는 네덜란드 시대까지 이들의 정체성과 직업이 존재했음을 의미한다. 그러나 이 인구 조사에서는 492명의 성인 남성을 가진 초아나카르가 별도의 공동체로 언급되어 있으며, 아마도 이 시점에는 일반적으로 무슬림을 의미했을 것이다.

#### 법률
아리야차크라바르티 통치자들의 통치 기간 동안 사회를 다스리는 법률은 모계 사회 시스템과 가부장적 통치 시스템이 혼합된 타협안에 기반을 두었다. 이 법률들은 관습법으로 나란히 존재하며 지역 무달리야르에 의해 해석된 것으로 보인다. 상속과 같은 일부 측면에서는 현대 케랄라주의 마루마카타얌 법과 현대 툴루나두의 알리야사나타나 법과의 유사성이 후대 학자들에 의해 언급되었다. 또한 이웃 인도의 이슬람 법과 힌두법도 관습법에 영향을 미친 것으로 보인다. 이러한 관습법은 이후 네덜란드 식민지 통치 기간인 1707년에 테사발라마이로 성문화되고 인쇄되었다. 초기 관습법 하에서는 여성들이 여성을 계승하는 것으로 보였다. 그러나 사회 구조가 가부장적 시스템에 기반하게 되면서 남성이 남성을 계승하는 규칙이 인정되었다. 따라서 우리는 무투삼(부계 상속)이 아들에게, 치데남(지참금 또는 모계 상속)이 여성에게 귀속되는 것을 볼 수 있다. 마치 한 지참금 자매가 다른 자매를 계승하듯이, 만약 한 형제가 사망하면 그의 재산은 자매를 제외하고 그의 형제들에게 귀속되는 상응하는 규칙이 있었다. 그 이유는 가부장적 가족에서는 각 형제가 가족 단위를 형성하지만, 모든 형제가 친족이기 때문에 그들 중 한 명이 사망하면 그의 재산은 그의 친족에게 귀속되기 때문이다.

### 문학
왕조의 왕들은 문학과 교육을 후원했다. 사원 학교와 베란다에서 열리는 전통 구루쿨 수업(타밀어로 틴나이 팔리쿠담으로 알려져 있음)은 타밀어와 산스크리트어와 같은 언어 및 종교에 대한 기초 교육을 상류층에게 보급했다. 제야비라 신카이아리얀 통치 기간 동안, 의학에 대한 저서(세가라자세카람), 점성술에 대한 저서(세가라자세카라마라이) 및 수학에 대한 저서(카나카티카람)가 카리바이야에 의해 저술되었다. 구나비라 신카이아리얀 통치 기간 동안, 의학에 대한 저서인 파라라자세카람이 완성되었다. 신가이 파라라사세가람 통치 기간 동안, 고대 타밀 상감 모델을 본떠 타밀어 보급을 위한 아카데미가 날루르에 설립되었다. 이 아카데미는 사라쓰바티 마할이라는 도서관에 고대 타밀어 작품을 필사본 형태로 수집하고 보존하는 데 유용한 역할을 했다. 신가이 파라라사세카람의 사촌 아라사케사리는 산스크리트 고전 라그후밤사를 타밀어로 번역한 공로를 인정받았다. 파라라사세카람의 형제 세가라자세카람과 아라사케사리는 사라쓰바티 마할 도서관을 위해 마두라이 및 다른 지역에서 필사본을 수집했다. 유럽 식민지 개척자들의 도래 이전에 편찬된 역사적으로 중요한 다른 문학 작품들 중에는 바이야푸리 아이야르가 쓴 '바이야파탈'이 잘 알려져 있다.

### 건축

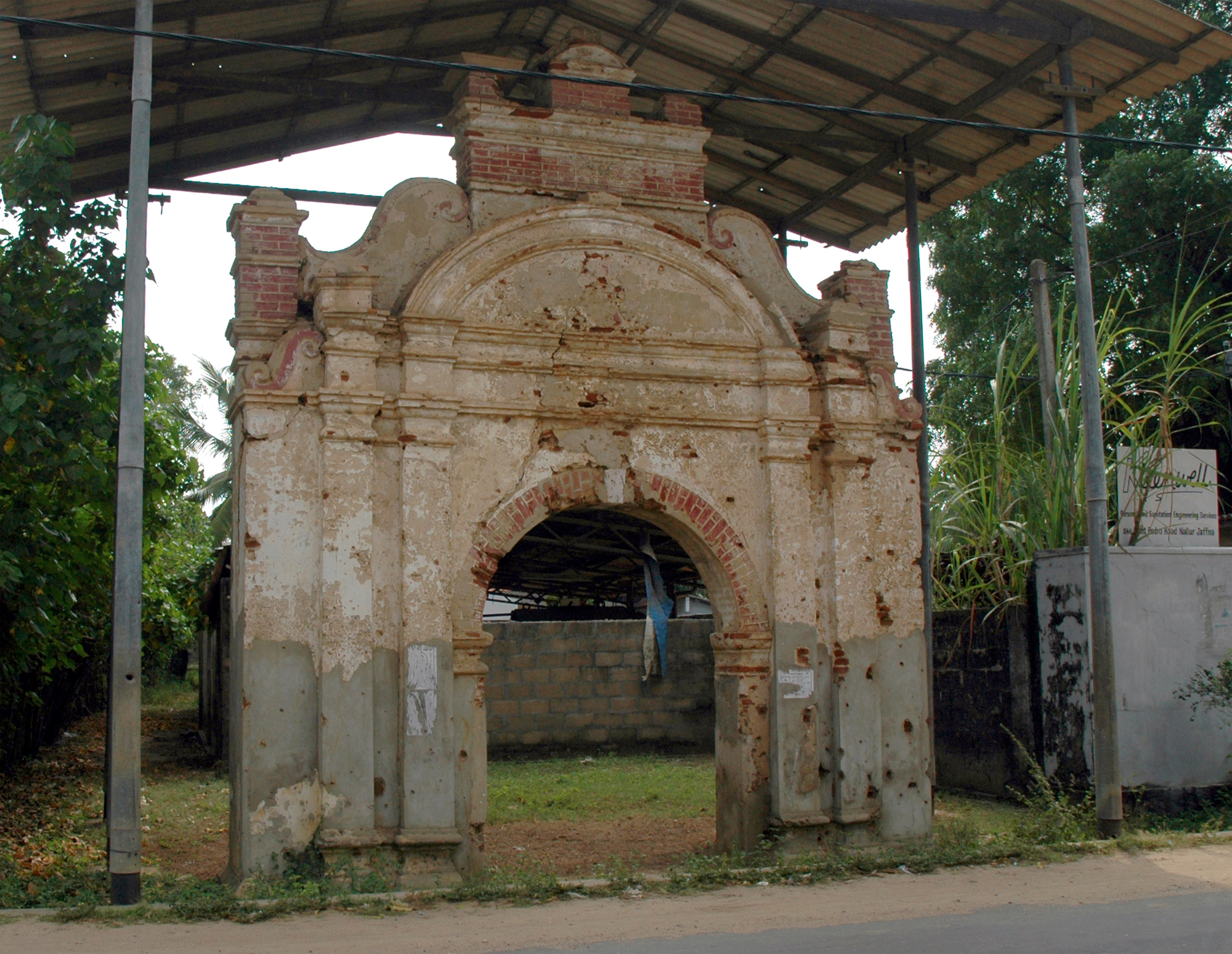
찬킬리안 토푸 – 마지막 왕 찬킬리 2세의 궁전 정면

스리랑카 예술과 건축에 대한 남인도의 영향은 주기적으로 있었지만, 기념비적인 예술과 건축의 풍요로운 시대는 13세기경에 쇠퇴한 것으로 보인다. 10세기부터 타밀족들이 지은 사원들은 마두라이 양식의 비자야나가르 시대에 속했다. 마두라이 양식의 두드러진 특징은 사원 입구 위의 화려하고 조각이 많이 된 탑 또는 고푸람이었다. 자프나 왕국을 구성했던 영토 내에 이 양식의 중요한 종교 건축물들은 포르투갈인들의 파괴적인 적대 행위에서 살아남지 못했다.
수도인 날루르는 네 개의 문이 있는 네 개의 입구로 지어졌다. 두 개의 주요 도로와 네 개의 문에 네 개의 사원이 있었다. 현재 존재하는 재건된 사원들은 원래의 위치와 일치하지 않으며, 그 자리는 포르투갈인들이 세운 교회들로 채워져 있다. 도시의 중심은 무티라이 산타이(시장)였고, 그 주위를 사각형의 요새가 둘러싸고 있었다. 왕, 브라만 사제, 병사, 기타 서비스 제공자들을 위한 궁궐 건물들이 있었다. 오래된 날루르 칸다스와미 사원은 높은 벽으로 둘러싸인 방어 요새 역할을 했다. 일반적으로 도시는 힌두 전통에 따라 전통적인 사원 도시처럼 배치되었다.

## 같이 보기
- 자프나 궁전 유적
- 산킬리얀 동상
- 자프나 군주 목록
- 스리랑카 타밀족
- 스리랑카의 타밀어 비문

## 참고 문헌
- de Silva, K. M. (2005). 《A History of Sri Lanka》. 콜롬보: Vijitha Yapa. 782쪽. ISBN 955-8095-92-3.
- Abeysinghe, Tikiri (2005). 《Jaffna under the Portuguese》. 콜롬보: Stamford Lake. 66쪽. OCLC 75481767.
- Kunarasa, K (2003). 《The Jaffna Dynasty》. 조호르바루: Dynasty of Jaffna King's Historical Society. 122쪽. ISBN 955-8455-00-8.
- Gnanaprakasar, Swamy (2003). 《A Critical History of Jaffna》. 뉴델리: Asian Educational Services. 122쪽. ISBN 81-206-1686-3.
- Pathmanathan, S (1974). 《The Kingdom of Jaffna:Origins and early affiliations》. 콜롬보: Ceylon Institute of Tamil Studies. 27쪽.
- Gunasingam, Murugar (1999). 《Sri Lankan Tamil nationalism》. 시드니: MV. 238쪽. ISBN 0-646-38106-7.
- Nadarajan, Vasantha (1999). 《History of Ceylon Tamils》. 토론토: Vasantham. 146쪽.
- Coddrington, H. W. (1994). 《Short History of Ceylon》. 뉴델리: AES. 290쪽. ISBN 81-206-0946-8.
- Parker, H. (1909). 《Ancient Ceylon: An Account of the Aborigines and of Part of the Early Civilisation》. 런던: Luzac & Co. 695쪽. ISBN 9788120602083. LCCN 81-909073.
- Tambiah, H. W (2001). 《Laws and customs of Tamils of Jaffna》 revis판. 콜롬보: Women's Education & Research Centre. 259쪽. ISBN 955-9261-16-9.
- Pfaffenberg, Brian (1994). 《The Sri Lankan Tamils》. 미국: Westview Press. 247쪽. ISBN 0-8133-8845-7.
- Mayilvakanap Pulavar, Matakal (1884). 《The Yalpana Vaipava Malai, or The History of the Kingdom of Jaffna》 Fir판. 뉴델리: Asian Educational Services. 146쪽. ISBN 978-81-206-1362-1.
- Manogaran, Chelvadurai (2000). 《The untold story of the ancient Tamils of Sri Lanka》. 첸나이: Kumaran. 81쪽.
- “Yarl-Paanam”. Eelavar Network. 22 December 2007에 원본 문서에서 보존된 문서. 24 November 2007에 확인함.
- Rasanayagam, Mudaliyar (1926). 《Ancient Jaffna, being a research into the History of Jaffna from very early times to the Portuguese Period》. Everymans Publishers Ltd, Madras (Reprint by New Delhi, AES in 2003). 390쪽. ISBN 81-206-0210-2.
- Codrington, Humphry William. “Short history of Sri Lanka:Dambadeniya and Gampola Kings (1215–1411)”. Lakdiva.org. 2007년 11월 25일에 확인함.
- Coddrington, H. W. (1996). 《Ceylon Coins and Currency》. 뉴델리: Vijitha Yapa. 290쪽. ISBN 81-206-1202-7.
- Peebles, Patrick (2006). 《The History of Sri Lanka》. 미국: Greenwood Press. 248쪽. ISBN 0-313-33205-3.